# Embarcadero Center

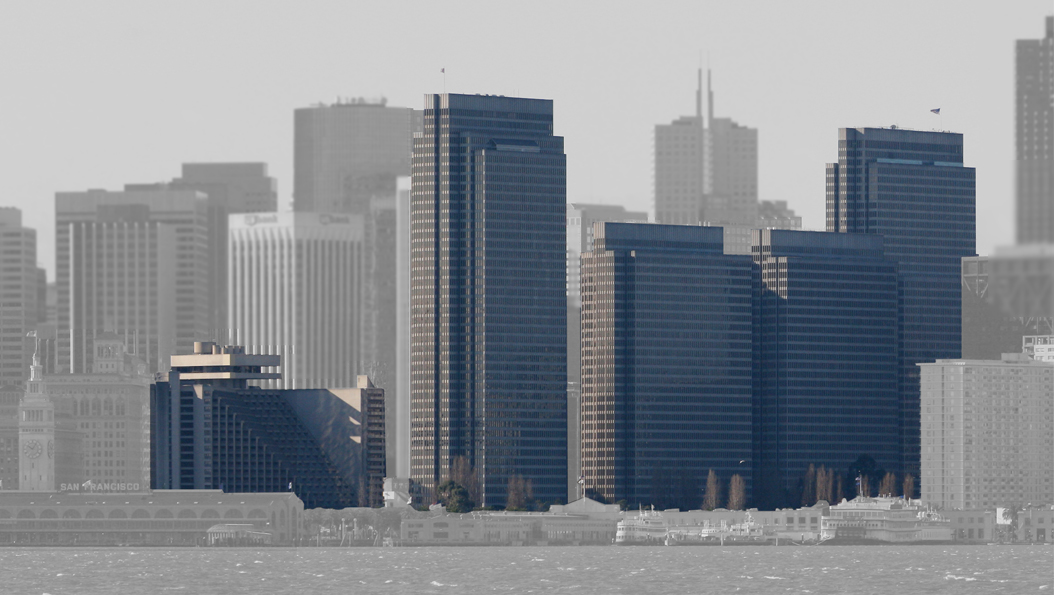
Hyatt Regency à esquerda e mais quatro torres. O Hotel Meridian não está visível.

O Embarcadero Center é um complexo comercial de cinco edifícios e dois hotéis num terreno de 4 hectares em Embarcadero, no distrito financeiro de São Francisco, Califórnia.  O desenvolvimento do Trammell Crow, David Rockefeller e John Portman foram iniciados com a "Torre Um" em 1971, com a última extensão do complexo (Embarcadero West), completada em 1989. Esse complexo, de 445 900 m², emprega 14 mil pessoas e tem retalho, restauração, divertimentos (tem um cinema).